# Agrotis lafauryi
Agrotis lafauryi là một loài bướm đêm trong họ Noctuidae.